# Jörg Später
Jörg Später (* 12. Oktober 1966 in Wetzlar) ist ein deutscher Historiker und Hochschullehrer an der Albert-Ludwigs-Universität Freiburg.

## Leben
Jörg Später studierte von 1989 bis 1996 Wissenschaftliche Politik, Islamwissenschaft sowie Neuere und Neueste Geschichte an der Albert-Ludwigs-Universität Freiburg. Sein Studium schloss er mit einer Magisterarbeit über die Konstruktion nationaler Identität in Deutschland ab. Von 1995 bis 1999 war Später Redakteur der Zeitschrift iz3w. blätter des informationszentrums dritte welt, anschließend von März 1999 bis September 2004 Wissenschaftlicher Angestellter am Historischen Seminar der Universität Freiburg. Im Februar 2003 folgte dort die Promotion mit einer von Ulrich Herbert betreuten Arbeit über Robert Vansittart und die Deutsche Frage. 
Seit Oktober 2004 ist Später freiberuflicher Lektor, Autor und Lehrbeauftragter am Historischen Seminar der Universität Freiburg. Von 2007 bis 2013 war er zudem wissenschaftlicher Redakteur der FRIAS School of History; seit 2008 ist er Redakteur des Journal of Modern European History (JMEH). 2016 erschien seine durch ein Stipendiat der Gerda Henkel-Stiftung geförderte Biografie Siegfried Kracauers, die 2017 für den Preis der Leipziger Buchmesse nominiert wurde. Ralf Konersmann bezeichnete diese erste umfassende und 2020 in englischer Übersetzung erschienene Biografie Kracauers als „panoramatisches Werk“, das insbesondere auch die Beziehungen Kracauers zu Weggefährten wie Rudolf Arnheim, Leo Löwenthal, Max Horkheimer, Erwin Panofsky, Hans Robert Jauß, Hans Blumenberg und Theodor Adorno ausleuchte und damit auch eine „großartige intellektuelle Biografie des 20. Jahrhunderts“ darstelle. Von 2020 bis 2021 hatte Später einen Lehrauftrag an der Universität Luzern inne. 2024 erschien mit Adornos Erben seine Darstellung über die Geschichte der Kritischen Theorie nach dem Tode Adornos bis Ende der 1980er Jahre.

## Schriften
- Vansittart. Britische Debatten über Deutsche und Nazis, 1902–1945. Wallstein, Göttingen 2003, ISBN 3-89244-692-X (Zugl.: Freiburg (Breisgau), Univ., Diss., 2003).
- Siegfried Kracauer. Eine Biographie. Suhrkamp, Berlin 2016, ISBN 3-518-42572-2.
  - englische Übersetzung: Kracauer. A biography, Polity, Cambridge 2020, ISBN 978-1-5095-3301-5.
  - französische Übersetzung: Siegfried Kracauer. Une biographie, Ithaque, 2023, ISBN 978-2-490-35029-2.
- zus. mit Thomas Zimmer: Lebensläufe im 20. Jahrhundert. Wallstein, Göttingen 2019, ISBN 978-3-8353-3513-4.
- Adornos Erben. Eine Geschichte aus der Bundesrepublik. Suhrkamp, Berlin 2024, ISBN 978-3-518-43177-1.